# Hacer Nación
Hacer Nación es un partido político de extrema derecha Español, fundado en el año 2020, tras escindirse del partido político España 2000. Se creó con el propósito de aunar diferentes sectores de la escena ultraderechista española. Su actividad principal es el activismo, la acción social, la propaganda y las conferencias. 

## Historia
Se presentó en julio de 2020, en su Universidad de Verano en Alcalá de Henares (Madrid), con la participación de aproximadamente 50 personas. Bajo el lema “comunidad, soberanía, futuro”, se unió con organizaciones neofascistas de diversos puntos del país.
En 2023 participaron en las elecciones locales españolas de 2023, consiguiendo 2 concejales en Velilla de San Antonio.
El partido participó en las protestas de 2023 contra el gobierno en varias ciudades de España. 

## Ideología
El partido se ha descrito como de extrema derecha, neofascista e identitario. El partido promueve una retórica antiinmigratoria. En política territorial, defiende la unidad de España. También están en contra del Gran Reemplazo y del globalismo. Se posicionan fuertemente a favor del natalismo. Se describen a sí mismos como un movimiento patriótico, soberanista e intervencionista.

## Conexiones internacionales
Hacer Nación tiene vínculos con el partido ultranacionalista húngaro Mi Hazánk.

## Resultados electorales
El partido Hacer Nación ha participado solamente en las elecciones locales españolas de 2023, en 4 municipios, consiguiendo 2 concejales en Velilla de San Antonio.
| Municipio               | Votos | % de votos | Concejales |
| ----------------------- | ----- | ---------- | ---------- |
| San Fernando de Henares | 978   | 4,82%      | 0          |
| Velilla de San Antonio  | 817   | 11,92%     | 2          |
| Jaén                    | 271   | 0,48%      | 0          |
| Barrax                  | 55    | 4,38%      | 0          |